# ディーアイフードサービス
株式会社ディーアイフードサービスは東京都新宿区歌舞伎町にて居酒屋を運営している企業。第一情報の子会社。

## 沿革
- 2006年4月 - ディーアイエスフードサービスとして設立
- 2006年6月 - 「海の家」「タイタニック」開店
- 2007年6月 - 「武士の館」開店
- 2007年12月 - 「海の家 2号店」開店
- 2010年4月 - 親会社である第一情報システムズが第一情報へ社名変更したためディーアイエスフードサービスもディーアイフードサービスへ社名変更

## 運営している店舗
- 海の家
- タイタニック
- 武士の館